# En Vogue
En Vogue er en amerikansk R&B-kvartet fra Oakland, Californien. Gruppen blev skabt af producerne Denzil Foster og Thomas McElroy.
I 2008 havde gruppen solgt 20 millioner albums og singler.
En Vogue var en af 1990'ernes mest succesfulde grupper.
Gruppen hed oprindeligt For You, men ændrede efterfølgende navn til En Vogue.